# Skärmarbodabergen
Skärmarbodabergen är ett naturområde utmed Kilsbergens brant, beläget invid Riksväg 50 i huvudsak inom Nora kommun, 20 km norr om Örebro.
Området innehåller ett stort antal lämningar av istiden i form av blocksamlingar med underliggande grottbildningar. I området har man anlagt fyra promenadstigar, en utgående från Mogetorp, två från Skärmarboda (på vardera sida om Riksväg 50), och en från Lilla Mon. Skärmarbodabergens stignät underhålls av Kilsbergsfrämjandet, Järle byalag, Svenska Turistföreningens Närkekrets och SMU-Scout i Lundhagskyrkan.
Länsstyrelsen beslutade år 2009 att inrätta ett naturreservat i området.

## Bildgalleri

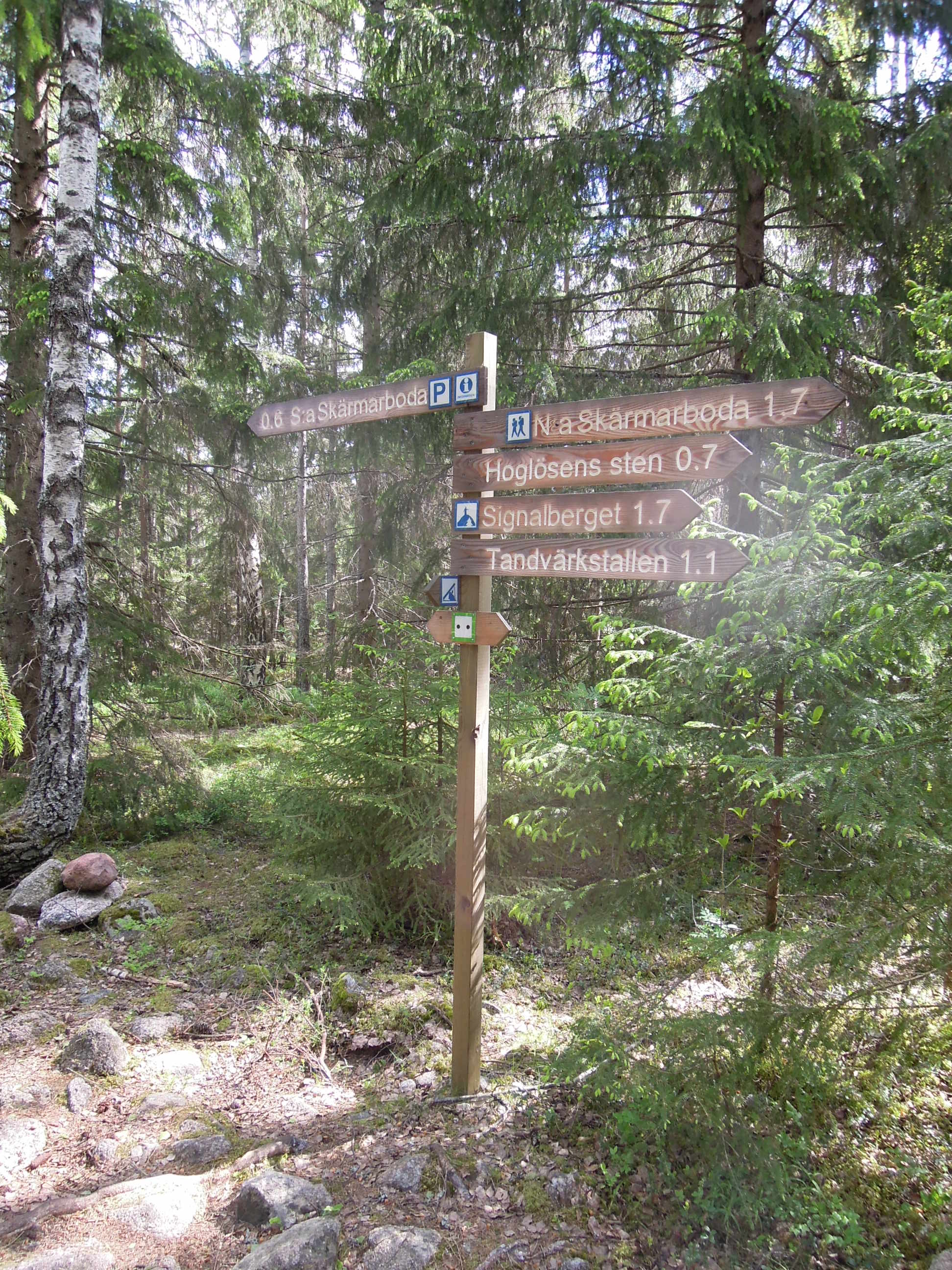
Vägvisare vid Galtapussen
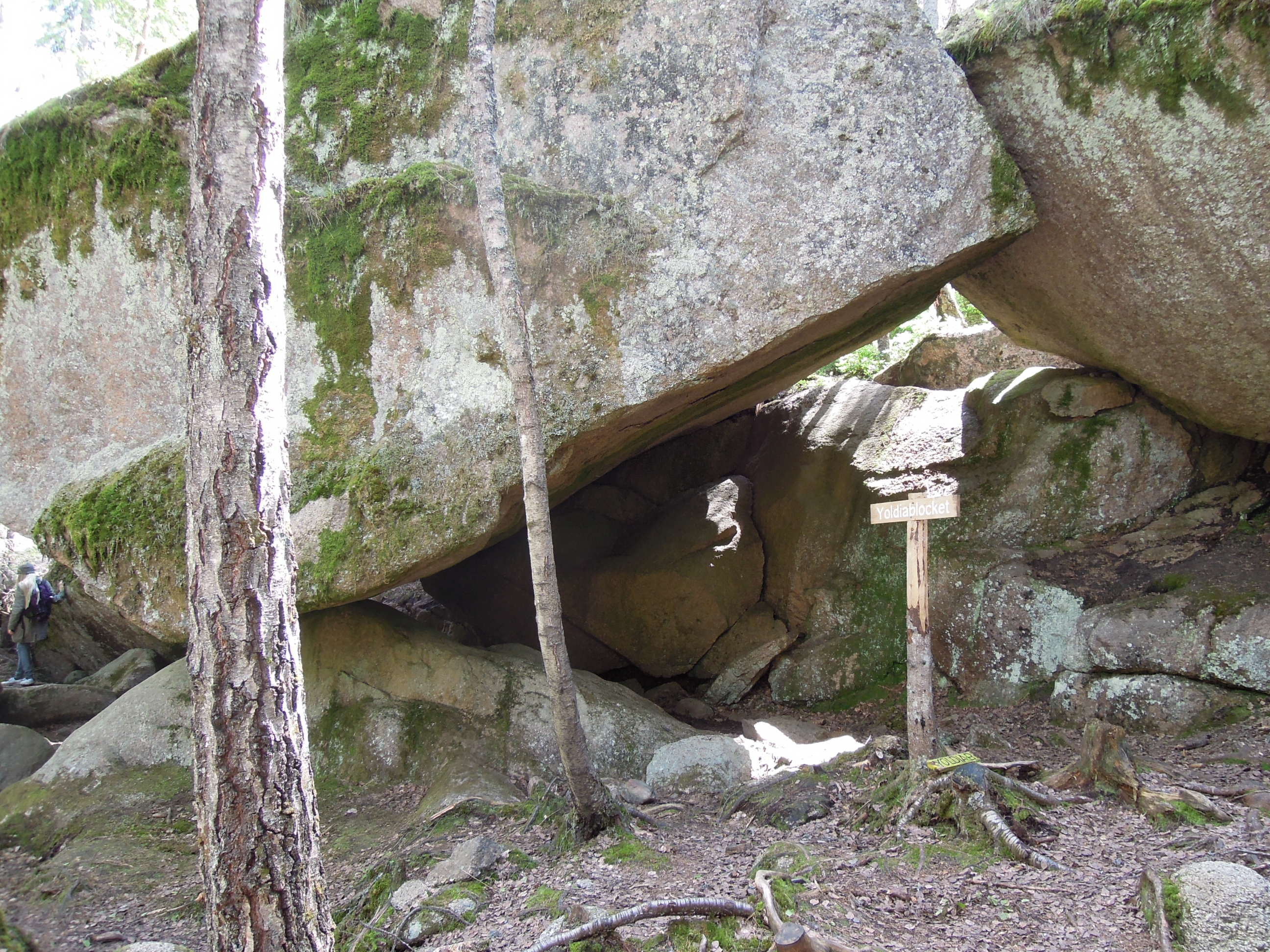
Yoldiablocket
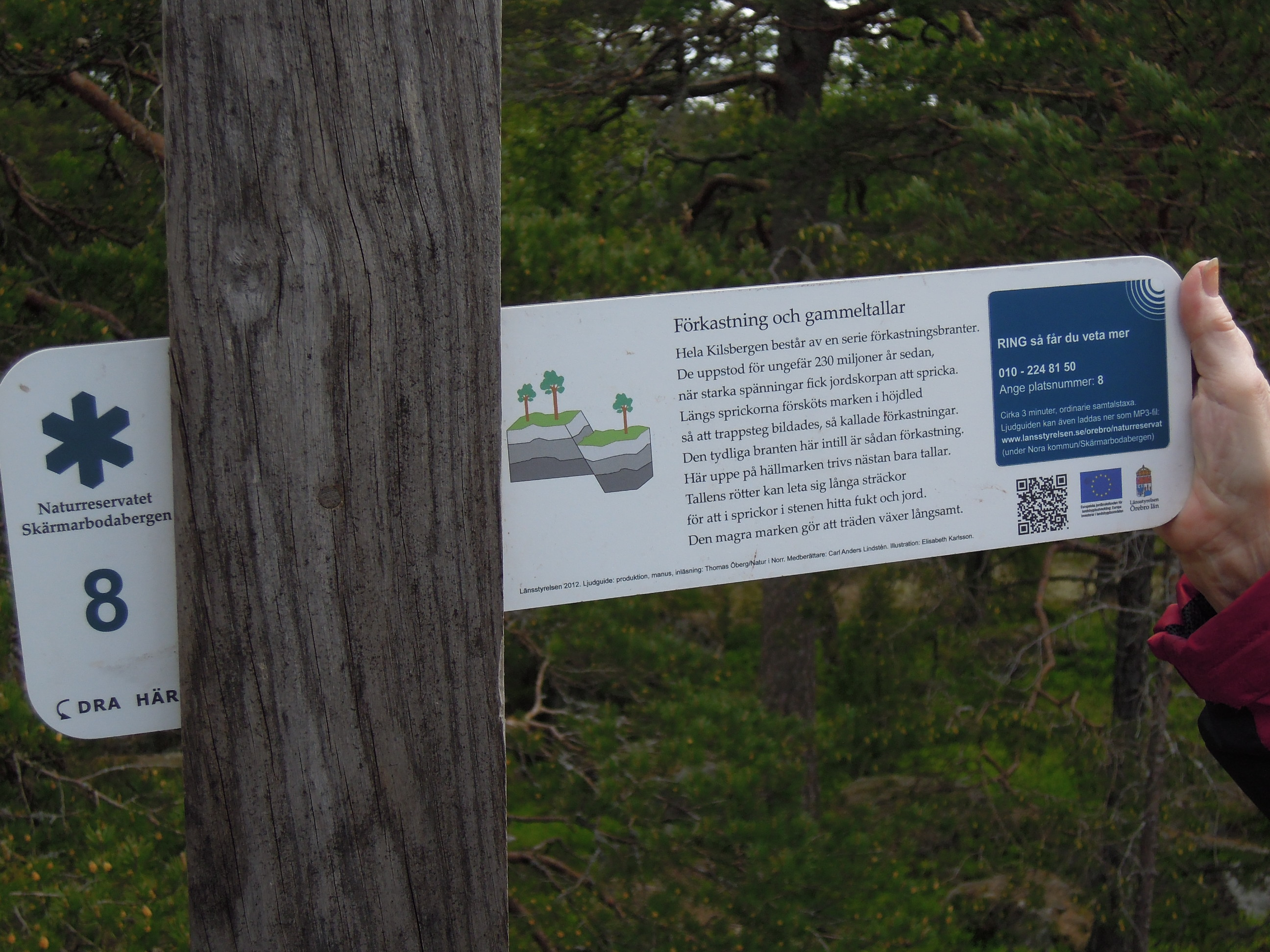
En av många informationsskyltar
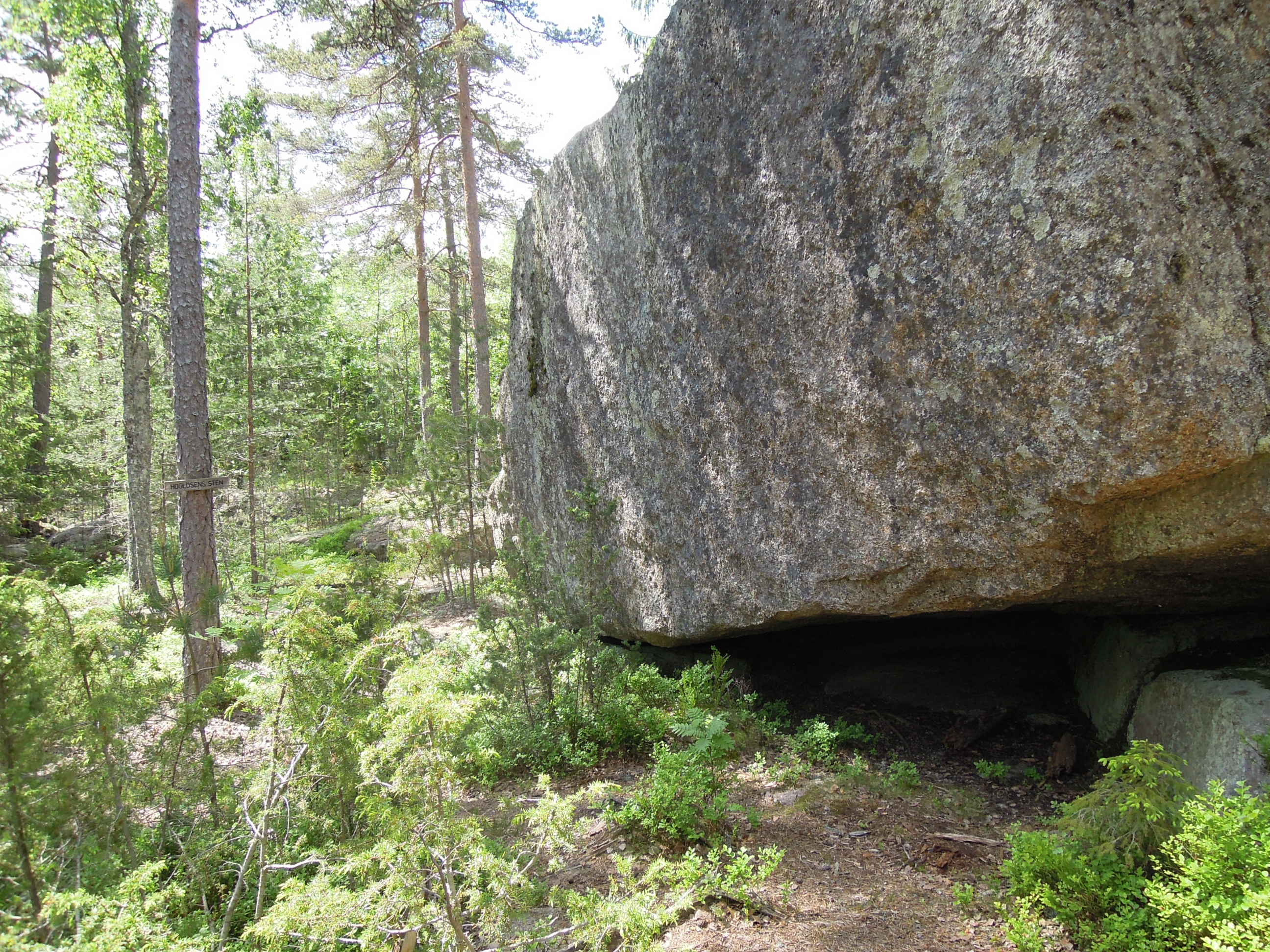
Hoglösens sten
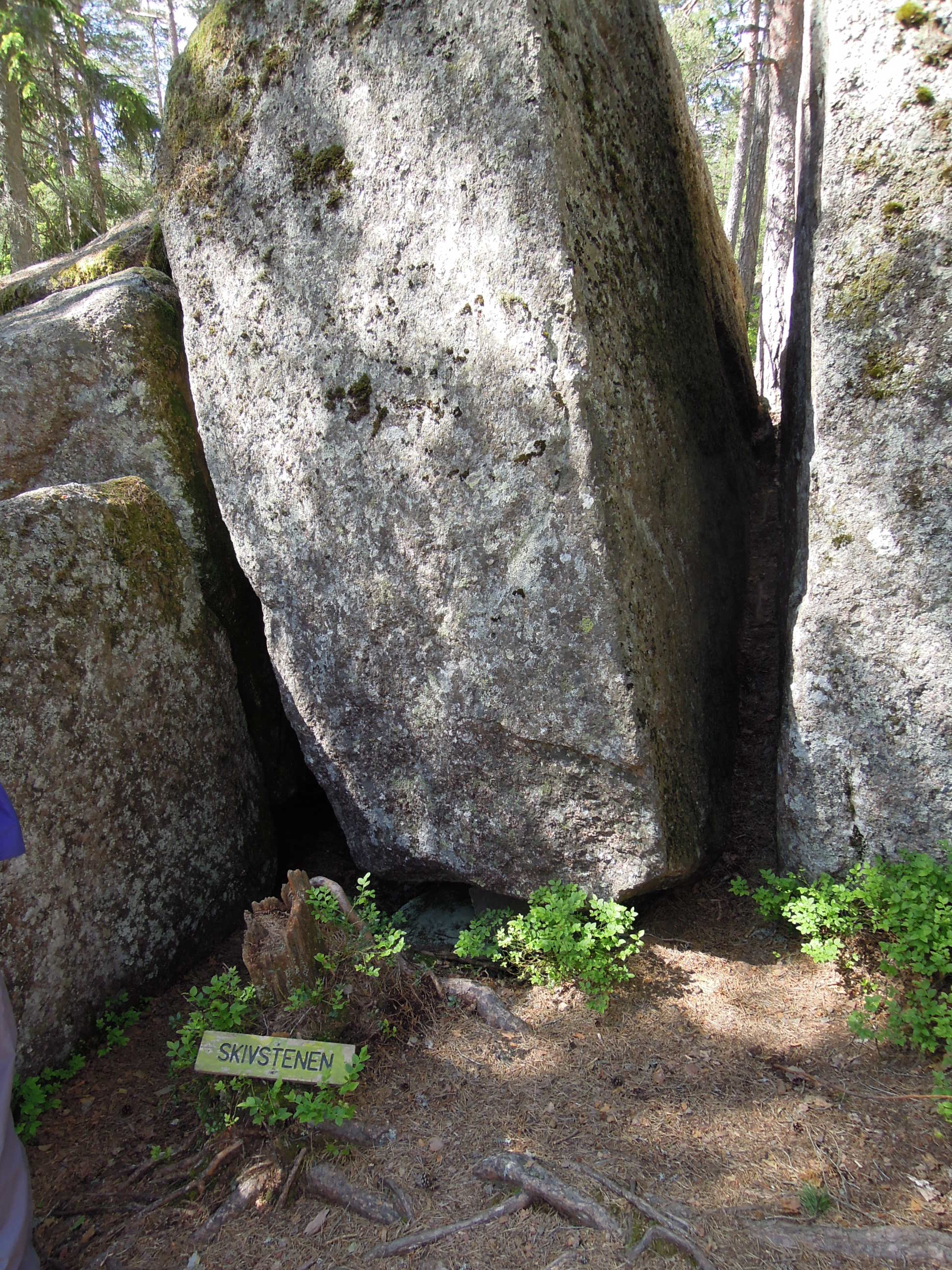
Skivstenen
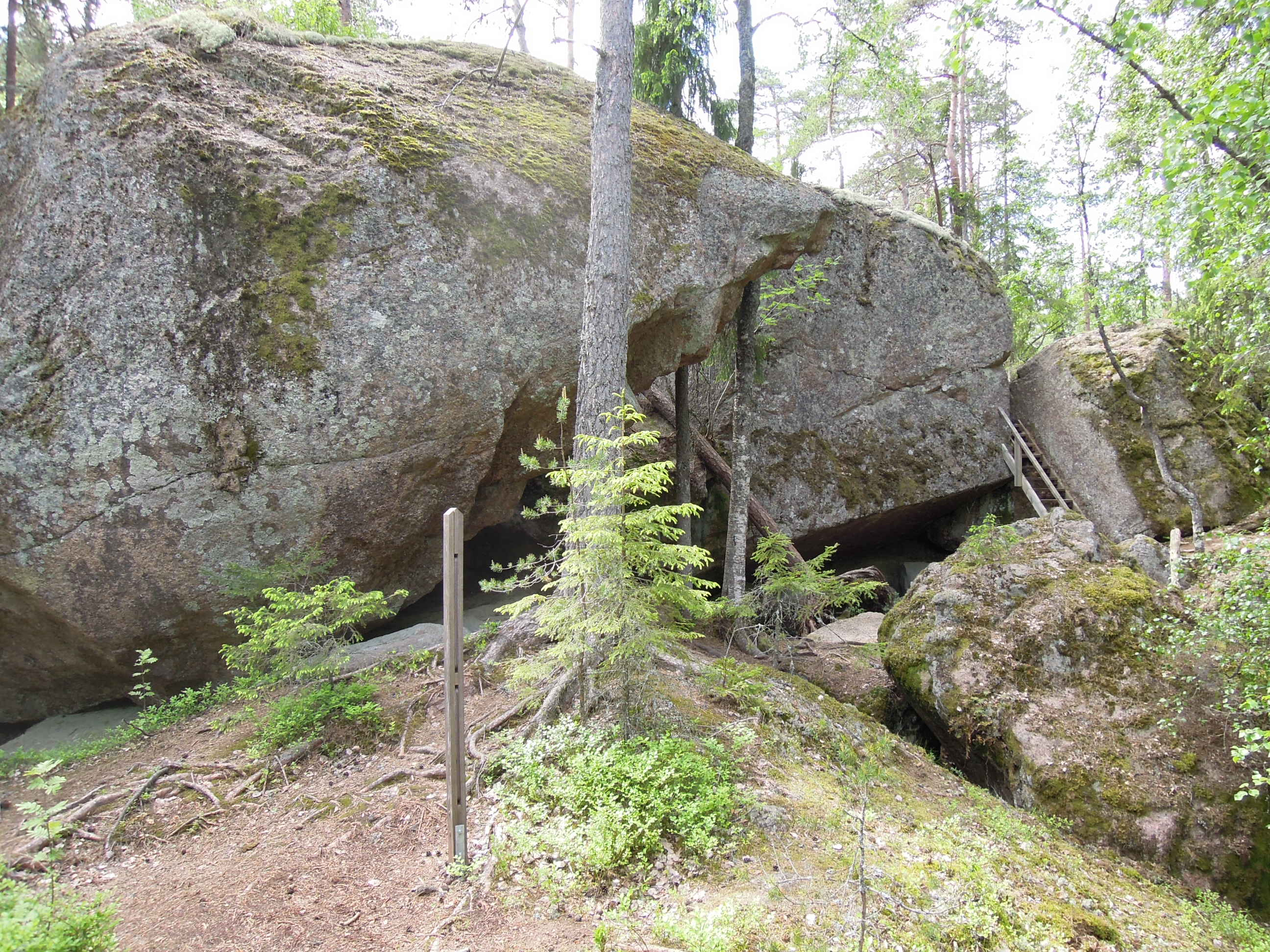
Skärmarbodagrottan